# نیوهوپ، شهرستان واریک، ایندیانا
نیوهوپ (به انگلیسی: New Hope) یک منطقهٔ مسکونی در ایالات متحده آمریکا است که در ایندیانا واقع شده‌است. نیوهوپ ۱۳۶٫۸۶ متر بالاتر از سطح دریا واقع شده‌است.